# Xã River Forest, Quận Cook, Illinois
Xã River Forest (tiếng Anh: River Forest Township) là một xã thuộc quận Cook, tiểu bang Illinois, Hoa Kỳ. Năm 2010, dân số của xã này là 11.172 người.